# 小行星1767
小行星1767（1767 Lampland）是一颗围绕太阳公转的小行星。1962年9月7日，印第安纳大学在摩根县发现了此天体。
該小行星以美國天文學家卡爾·奧托·蘭普蘭命名。
这颗小行星的绝对星等为135.9806001013717等。